# Bồi phòng

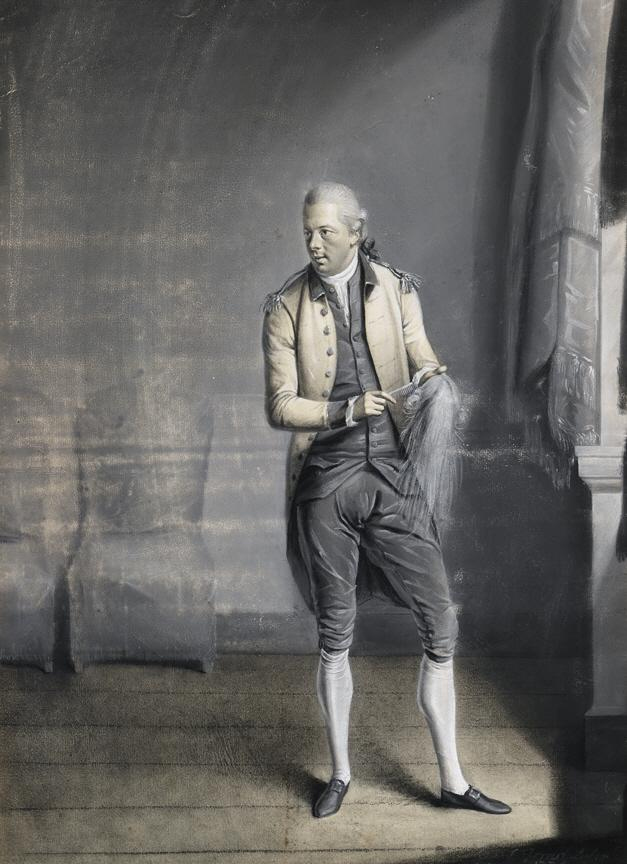
Họa phẩm về "Tên bồi phòng dối trá" của Charles Forrest

Bồi phòng (Valet) hay hầu phòng (Varlet) là một người hầu nam phục vụ như người hầu riêng cho chủ nhân của mình. Ngày nay, bồi phòng chỉ về những nhân viên nam/nữ phục vụ khách sạn gọi chung là nhân viên buồng phòng hay còn gọi là "nhân viên phục vụ phòng khách sạn". Vào thời Trung cổ và Ancien Régime thì chức danh Valet de chambre là một vị trí dành cho cận thần bề tôi (bồi thần) và các chuyên gia như nghệ sĩ trong triều đình hoàng gia, nhưng thuật ngữ "Valet" tự nó thường ám chỉ một người hầu bình thường đảm trách lo chuyện quần áo, đồ dùng cá nhân của chủ nhân và thực hiện các việc lặt vặt khác. Ở Hoa Kỳ, thuật ngữ này thường ám chỉ một người giữ xe, và vai trò này thường bị nhầm lẫn với một quản gia. Trong văn học, một người bồi phòng nổi tiếng là Planchet vốn là một thằng hầu của D'Artagnan trong tác phẩm Ba chàng lính ngự lâm.
Người hầu phòng, giống như quản gia và hầu hết những người giúp việc chuyên nghiệp, đã trở nên tương đối hiếm thời nay. Một sự thu xếp công việc phổ biến hơn, mặc dù vẫn không thường xuyên là người hầu đảm nhiệm thực hiện các vai trò kiêm nhiệm. Một người hầu phòng đáng chú ý trong thế kỷ XX có tên là Sydney Johnson người đã phục vụ như người hầu thân cận cho Công tước xứ Windsor và sau đó là cho doanh nhân Mohamed Al-Fayed. Một người bồi phòng đáng chú ý khác là Walt Nauta, một cựu nhân viên phục vụ quân sự, từng làm việc tại Nhà Trắng và sau đó tại Mar-a-Lago với tư cách là nhân viên phục vụ riêng của Donald Trump. Vào ngày 6 tháng 7 năm 2023, ông đã không nhận tội vì bị cáo buộc di chuyển các hộp tài liệu mật tại Mar-a-Lago. 

## Thuật ngữ
Trong tiếng Anh, valet có nghĩa là "người hầu riêng" được ghi nhận từ năm 1567, mặc dù việc sử dụng thuật ngữ này thực chất đã có từ lâu hơn trong triều đình phong kiến Anh thời trung cổ khi đó đang thịnh hành nói tiếng Pháp như là một thứ ngôn ngữ quý phái, và dạng biến thể varlet được trích dẫn trong các tài liệu từ năm 1456. Cả hai đều là từ mượn có nguồn gốc từ tiếng Pháp của chữ valet hoặc varlet (chữ "t" không có trong tiếng Pháp hiện đại), các biến thể tiếng Pháp cổ của từ vaslet nghĩa là "người hầu quý ông", ban đầu là "squire" nghĩa là thanh niên, được cho là bắt nguồn từ tiếng tiếng Latin thông tục Gallo-Romance là vassellittus nghĩa là "quý tộc trẻ, và Squire nghĩa là "hầu cận" với nghĩa hẹp hơn so với tiếng Latin thời Trung cổ vassallus, từ vassus "người hầu", có thể cùng nguồn gốc với một từ Celt cổ wasso- là "chàng trai trẻ/squire" (nguồn gốc của tiếng Wales là gwas là "thanh niên, người hầu", tiếng Breton là goaz nghĩa là "người hầu, chư hầu, chàng trai", tiếng Ireland là foss nghĩa là "người hầu" và Yeoman có thể bắt nguồn từ yonge man, một thuật ngữ liên quan. 
Cách sử dụng hiện đại thường là viết tắt của Valet de chambre (tiếng Pháp có nghĩa là "người hầu phòng", theo thuật ngữ hiện đại là phòng ngủ, mặc dù ban đầu thì không phải ý như vậy). Kể từ thế kỷ XVI, từ bồi phòng này theo truyền thống được phát âm là vần với pallet, mặc dù một cách phát âm khác vần với array và allay, như trong tiếng Pháp, hiện đang phổ biến, đặc biệt là ở Hoa Kỳ. Ngày nay, bồi phòng còn phổ biến cụm từ "Cậu bé chòi tắm" (Cabana boy) chỉ về một nhân viên nam phục vụ khách của một khách sạn, khu điền trang tư nhân hoặc khu nghỉ dưỡng sang trọng xuất phát từ tên Cabaña trong (tiếng Tây Ban Nha để chỉ về chòi lá nghĩ ngơi ở bãi biển, khi so sánh với nhân viên phục vụ trong buồng lái tàu/cabin, một nghề tương tự trên tàu trong Kỷ nguyên tàu buồm), thường là những cậu bé phục vụ trên bãi biển hoặc với vai trò là một nhân viên hồ bơi hoặc người phục vụ hồ bơi thực hiện các công việc tương tự tại một hồ bơi mà các nhiệm vụ có thể bao gồm chuẩn bị và thu gom, giặt khăn tắm, đồ bơi, áo choàng, chăn, mũ tắm, xà phòng, ô dù, ghế bãi biển, giặt ủi và có thể phục vụ đồ giải khát.

## Công việc
Ở Việt Nam thì bồi phòng thì chữ "Bồi" là chữ đọc chệch từ tiếng Anh "boy", hoặc "houseboy" có nghĩa là "thằng nhỏ chuyên làm công việc dọn dẹp nhà cửa" và chữ "bồi" không có ý xấu, ngoại trừ người gọi cố tình khinh miệt và bồi phòng có tên chính thức là "nhân viên phục vụ phòng khách sạn", các khách sạn VIP, khách sạn hạng 4 sao, 5 sao, bồi phòng hầu hết là nam nữ thanh niên, mặc lễ phục rất bảnh, nói rành tiếng Anh, tiếng Pháp, màu sắc trang phục phổ biến của nữ bồi phòng tại những khách sạn tư nhân dạng trung bình thường là quần dài, áo blu may theo kiểu điều dưỡng viên bệnh viện, sắc thì tùy vào chủ khách sạn. Hầu hết đều không được đào tạo trường lớp chính quy, mà chủ yếu là nghề dạy nghề, khi mới vào làm thì họ sẽ được dạy cách làm phòng, cách sắp xếp mền, gối, cách trải tấm "ra" (drap), dụng cụ là xô đựng nước, cây lau nhà, chai nước chùi nhà, một chiếc túi đựng rác và một chiếc xe đẩy chở đủ các loại chai lọ, chăn mền là những thứ luôn gắn với người làm nghề bồi phòng.
Công việc của bồi phòng làm theo ca, mỗi ca 10 tiếng và mỗi người chịu trách nhiệm một nhóm nhiều phòng, công việc khi cao điểm, đông khách thì tất bật, vất vả, nhất là những khách sạn mà những đôi trai gái muốn tìm chốn riêng tư, họ thường mướn theo giờ, cứ sau 1 tiếng hoặc 2 tiếng, cặp này ra thì cặp khác vào, nhiều người còn bừa bãi, lúc trả phòng, nhiều phòng như bãi chiến trường, họ quăng cả bao cao su trên nệm thay vì bỏ vào thùng rác. Có những nhóm trai gái thuê phòng để chơi thuốc lắc, hít heroin, có gái mại dâm thuê theo tháng để làm nơi đi khách, có cả người nước ngoài, người da đen thuê phòng theo giờ chứ không thuê qua đêm. Có những căn phòng có các ông khách nhậu say rồi thuê ngủ qua đêm và ói mữa, đến sáng ra, bồi phòng dù có mang khẩu trang vẫn không hết tởm lợm bởi mùi ói mửa và mùi rượu bia nồng nặc, mùng mền thì hôi hám, nhàu nát.
Khác với nhiều ngành nghề như tiếp viên nhà hàng, quán nhậu, tiệm ăn, bồi bàn, nữ nhân viên phục vụ thường xuyên nhận được tiền "boa" của khách, còn bồi phòng thì hầu như không có. Nghề bồi phòng làm việc vất vả, lương thấp, nhiều khách sạn tư nhân ở Việt Nam không đóng bảo hiểm xã hội, bảo hiểm y tế, kể cả không làm hợp đồng lao động với bồi nên người bồi phòng chịu nhiều thiệt thòi, trong khi làm việc, nhiều nữ bồi phòng còn bị gạ gẫm, hứa hẹn, quấy rối tình dục, có người phục vụ nữ còn trẻ đã lấn sang dịch vụ mại dâm, giấu chồng con, làm ban ngày, lừa chồng nói là làm ca đêm, nhưng thực tế là ở lại với khách để bán dâm đó chính là hình thức bán dâm trá hình theo kiểu làm bồi phòng hoặc làm lễ tân ở các nhà trọ, nhà nghỉ, khách sạn. Trước đây, đặc biệt là trước những năm 1975, nghề dọn phòng có thể giúp người lao động nuôi được cả gia đình thì ngày nay, nghề bồi phòng này chỉ đủ nuôi sống bản thân, người làm nghề dọn phòng bị giới chủ xếp vào hạng thấp kém trong xã hội và bị ức hiếp nhiều thứ, nhiều chủ khách sạn tỏ ra coi khinh người làm việc bồi phòng, họ không muốn tiếp xúc và cũng không chịu nghe bất kỳ một đề xuất, yêu cầu nào.